# Gorenja Gomila
Gorenja Gomila este o localitate din comuna Šentjernej, Slovenia, cu o populație de 62 de locuitori.